# Santa Isabel Ixtapan
Santa Isabel Ixtapan est une communauté incluse dans la municipalité d'Atenco , dans l'État de Mexico, au Mexique. Elle comporte 4,125 habitants et se trouve à 2,240 mètres d'altitude.
La région est connue pour avoir l'un des mammouths les plus grands et les plus étudiés, tué dans des lieux tels que dans la Vallée de Mexico.